# Ausweichsitze der Landesregierung Schleswig-Holstein
Die ehemaligen Ausweichsitze der Landesregierung Schleswig-Holstein befinden sich an verschiedenen Orten in Schleswig-Holstein. Sie trugen die Tarnnamen Wilhelm, Samuel, Ludwig und Simon. Die Anlagen bestanden aus oberirdischen und unterirdischen Teilen. Nur ein Teil des (wichtigeren) Personals wäre im Schutzraum untergekommen.
Mit der Eröffnung der Akademie Sankelmark, Oeversee, im Jahre 1952 schuf Ministerpräsident Friedrich Wilhelm Lübke faktisch den ersten Ausweichregierungssitz, der noch in den Jahren 1984 bis 1986 erweitert wurde. Als Bunker Simon war er für das Sozialministerium und das Ministerium für Wirtschaft und Verkehr vorgesehen. Nahrungsvorräte, Wasser, medizinische Versorgung und Treibstoff für das Notstromaggregat wurden für 30 Tage vorgehalten.
Im Bunker Ludwig, Lindewitt, sollten Ministerpräsident, Innen-, Justiz- und Finanzminister nebst den dazugehörigen Ministerialbeamten unterkommen.  Der Bunker Samuel befand sich in Schafflund und war für Abgeordnete des Landtages bestimmt. Der Bunker Wilhelm in Wimmersbüll war für rund 200 Mitarbeiter der Ministerien für Ernährung, Landwirtschaft und Forsten sowie Kultus vorgesehen.
Der Spiegel berichtete 1993: „Das Land meldete 1987 dem Bundesinnenministerium zwar einen atomsicheren Politbunker. Doch den gibt es in Wahrheit gar nicht. Im Ernstfall könnten die Landesminister in die Keller der Akademie Sankelmark bei Flensburg und zweier Grundschulen im Kreis Schleswig-Flensburg fliehen. Die Objekte sind laut Prüfbericht des Kieler Innenministeriums jedoch völlig ungeeignet – die Betondecken sind nicht dick genug. Künftig wollen die Norddeutschen wie schon die Nordrhein-Westfalen und Baden-Württemberger gänzlich auf Schutzkeller verzichten.“